# Catenicella venusta
Catenicella venusta är en mossdjursart som beskrevs av William MacGillivray 1887. Catenicella venusta ingår i släktet Catenicella och familjen Catenicellidae. Inga underarter finns listade i Catalogue of Life.